# Aparato locomotor de mamíferos

## Sistema óseo
Básicamente el esqueleto de todos los mamíferos está constituido por los mismos grupos óseos con morfología y características similares o diferentes según los casos, y comprende una estructura axial compuesta por cabeza, columna vertebral y caja torácica, y unas estructuras apendiculares (normalmente, cuatro) integradas por las extremidades y las respectivas cinturas que las unen al tronco.
Se caracterizan por tener una columna vertebral dividida en varias partes bien diferenciadas.
Mantener constante la temperatura corporal requiere un aporte energético que debe ser minimizado optimizando el gasto. Para ello, el aparato locomotor de estos animales ha evolucionado para conseguir uno de los mayores logros de la naturaleza.
A diferencia de reptiles y anfibios, las extremidades no se articulan perpendicularmente al tronco situándose a ambos lados del mismo, sino que lo hacen bajo él permitiendo, por un lado conseguir mayor eficiencia energética en la locomoción y por otro alcanzar mayor envergadura ya que de este modo elevar el tronco del suelo requiere menor gasto energético.

### Esqueleto axial

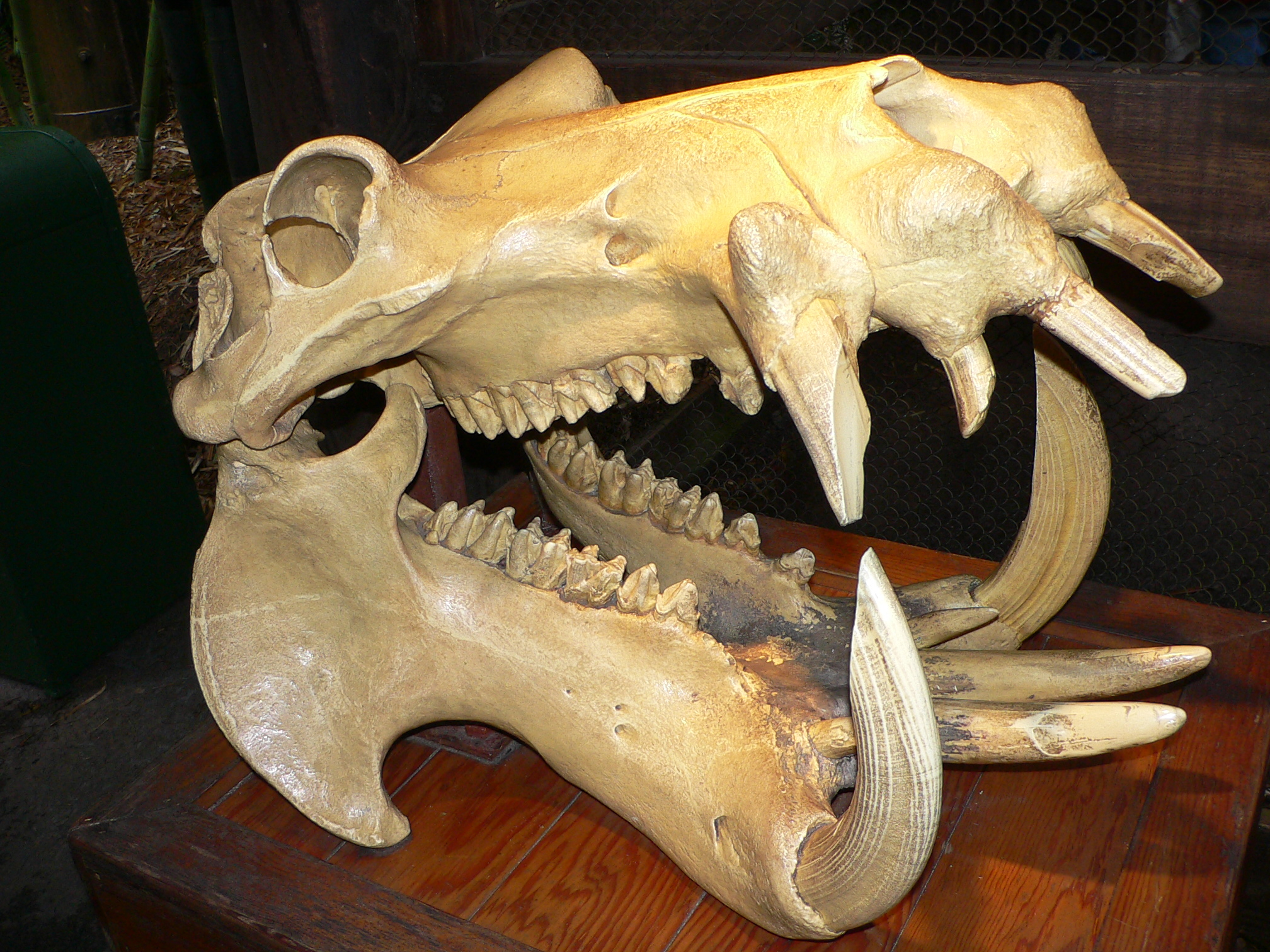
Cráneo de hipopótamo (Hippopotamus amphibius).

El crecimiento de los huesos se detiene cuando el animal se hace adulto, permitiendo así un ahorro energético, pero además, durante la evolución, los huesos de estos animales han ido fundiéndose y simplificándose de tal modo que su crecimiento suponga también menores requerimientos de energía.
El cráneo es quizá el mejor ejemplo de esta simplificación ósea. Los huesos que lo forman están soldados a diferencia de lo que ocurre en reptiles, donde se unen mediante cartílagos. Esto a su vez proporciona mayor superficie para la inserción de músculos de mayor tamaño, o más numerosos.
Las costillas de los mamíferos se articulan exclusivamente con las vértebras torácicas, mientras que en reptiles lo hacen también con las cervicales y las lumbares.
El número total de vértebras y el de cada tipo de ellas varía de unas especies a otras. Las vértebras cervicales son siete con excepción del manatí que tiene seis, el perezoso de tres dedos que tiene diez y el resto de perezosos que presentan un número variable de ellas.
También la cintura pectoral es simple en los mamíferos. La clavícula y los omóplatos son los únicos huesos que la forman, y con ellos se articulan las extremidades anteriores. Como la escápula se sujeta al tronco únicamente por músculos, y la clavícula solo se articula con el esternón, las extremidades poseen grandes posibilidades de movimiento de las que carecen otros tetrápodos.
Ilion, isquion y pubis son los tres huesos que se hallan fusionados en los mamíferos para formar la pelvis, que no es sino el hueso que se articula con el tronco en la región a la que da nombre y a su vez con las extremidades posteriores.

### Esqueleto apendicular

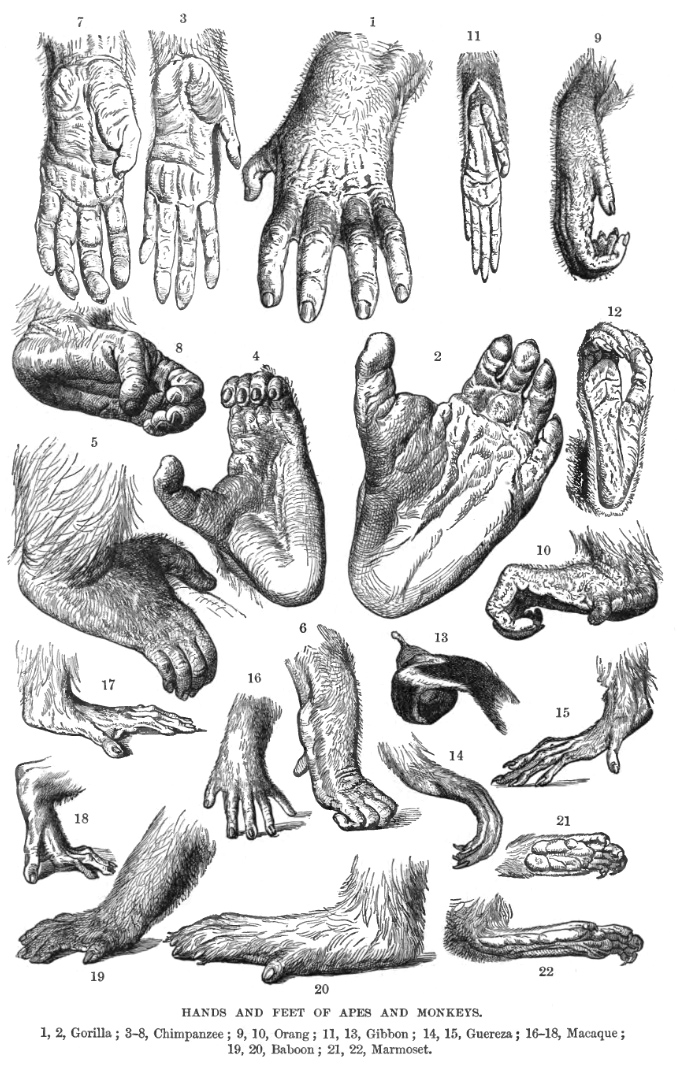
Pies y manos de algunos primates.

Pero el diseño músculo-esquelético de los mamíferos ha evolucionado en función del tipo predominante de locomoción de la especie. No solo hay especies cuadrúpedas terrestres, que son la mayoría, sino que también las hay bípedas, o con capacidad para utilizar dos o cuatro extremidades al desplazarse. Otras lo hacen bajo el suelo, y no pocas colgadas de las ramas de los árboles. Además hay mamíferos acuáticos y otros con capacidad para volar, lo que convierte a este grupo de animales en una variedad de aspectos morfológicos que estarán siempre en función del sistema de locomoción empleado de forma habitual.
La mayor parte de los mamíferos son gregarios y poseen cuatro extremidades con cinco dedos en cada una, es decir, son cuadrúpedos y pentadáctilos, y una gran mayoría de ellos además se apoyan en el suelo con toda la superficie plantar (plantígrados), aunque la adaptación a los distintos medios ha dado lugar a grandes diferencias producto de la evolución: 
- Los animales que alcanzan mayor velocidad sobre el suelo se apoyan sobre los dedos, bien sobre el extremo (ungulados) o sobre su superficie ventral (digitígrados).
- Muchas especies pierden algunos de sus dedos: los artiodáctilos tienen dos o cuatro y los perisodáctilos uno o tres.
- Los cetáceos, sirenios y carnívoros marinos sufren grandes modificaciones del esqueleto de las extremidades, adaptándose éstas al medio acuático.
- Las falanges de los quirópteros son exageradamente largas para servir de armazón óseo a las alas membranosas que se extienden entre ellos.
- Muchos mamíferos zapadores ensanchan los huesos de las extremidades anteriores para servirse de ellos como palas retirando la arena.
- Los canguros y otros animales que se desplazan saltando desarrollan poderosamente las extremidades posteriores, en algunos casos en detrimento de las anteriores.

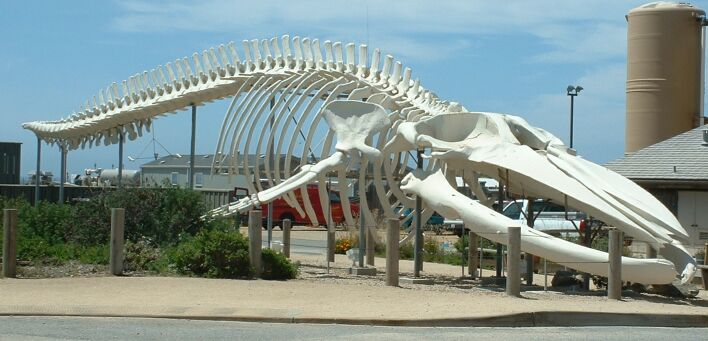
Orden Cetacea
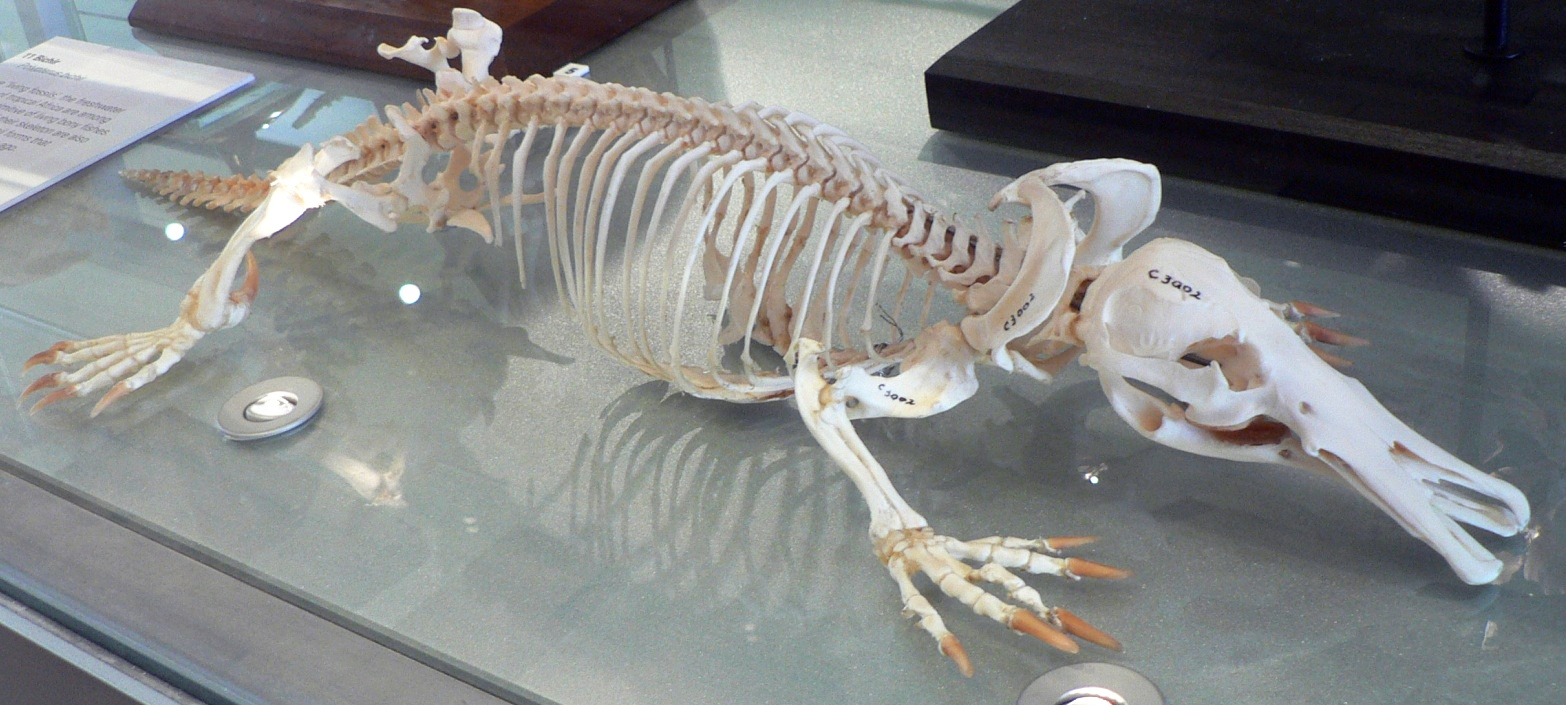
Orden Monotremata
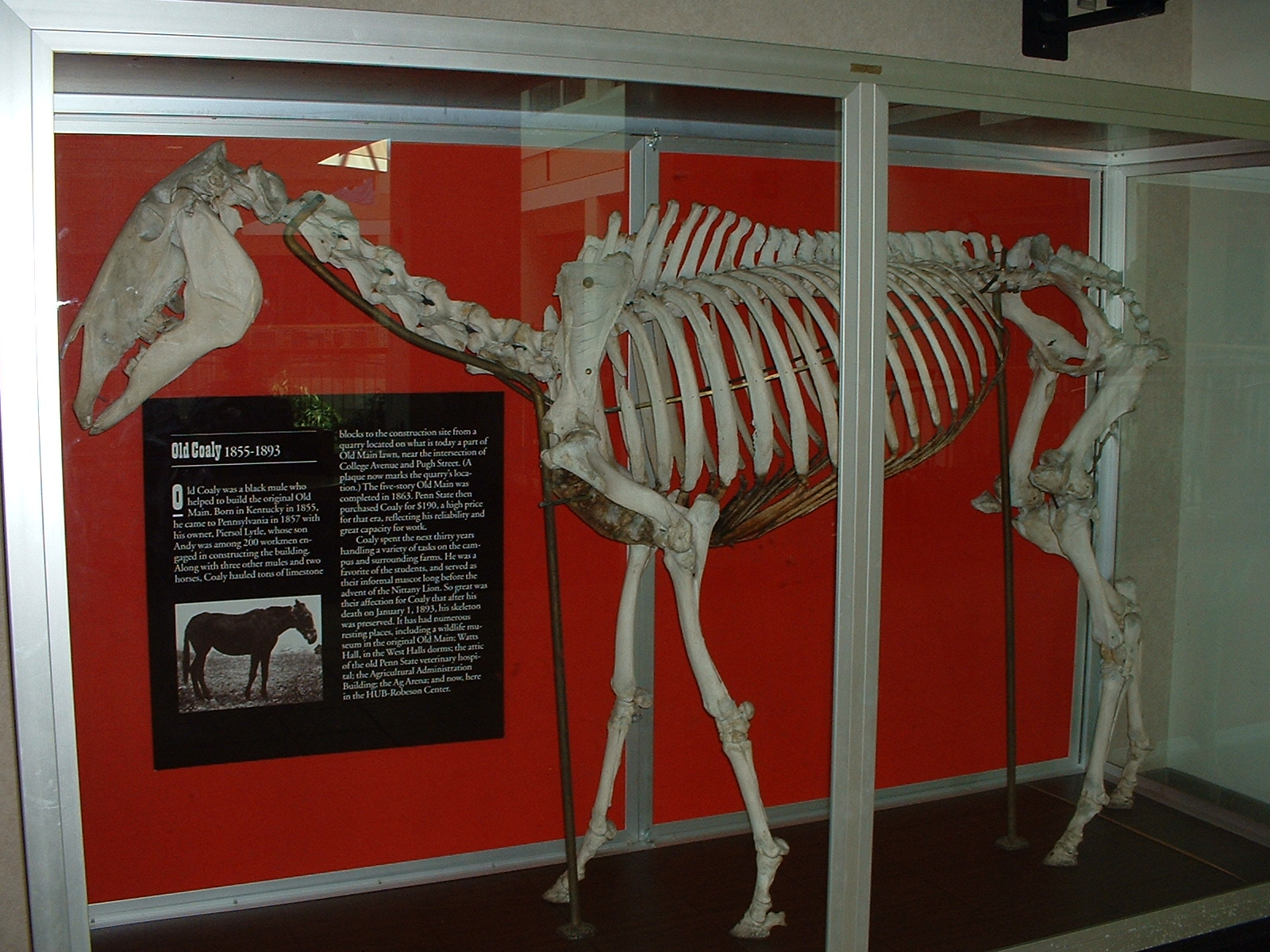
Orden Perissodactyla
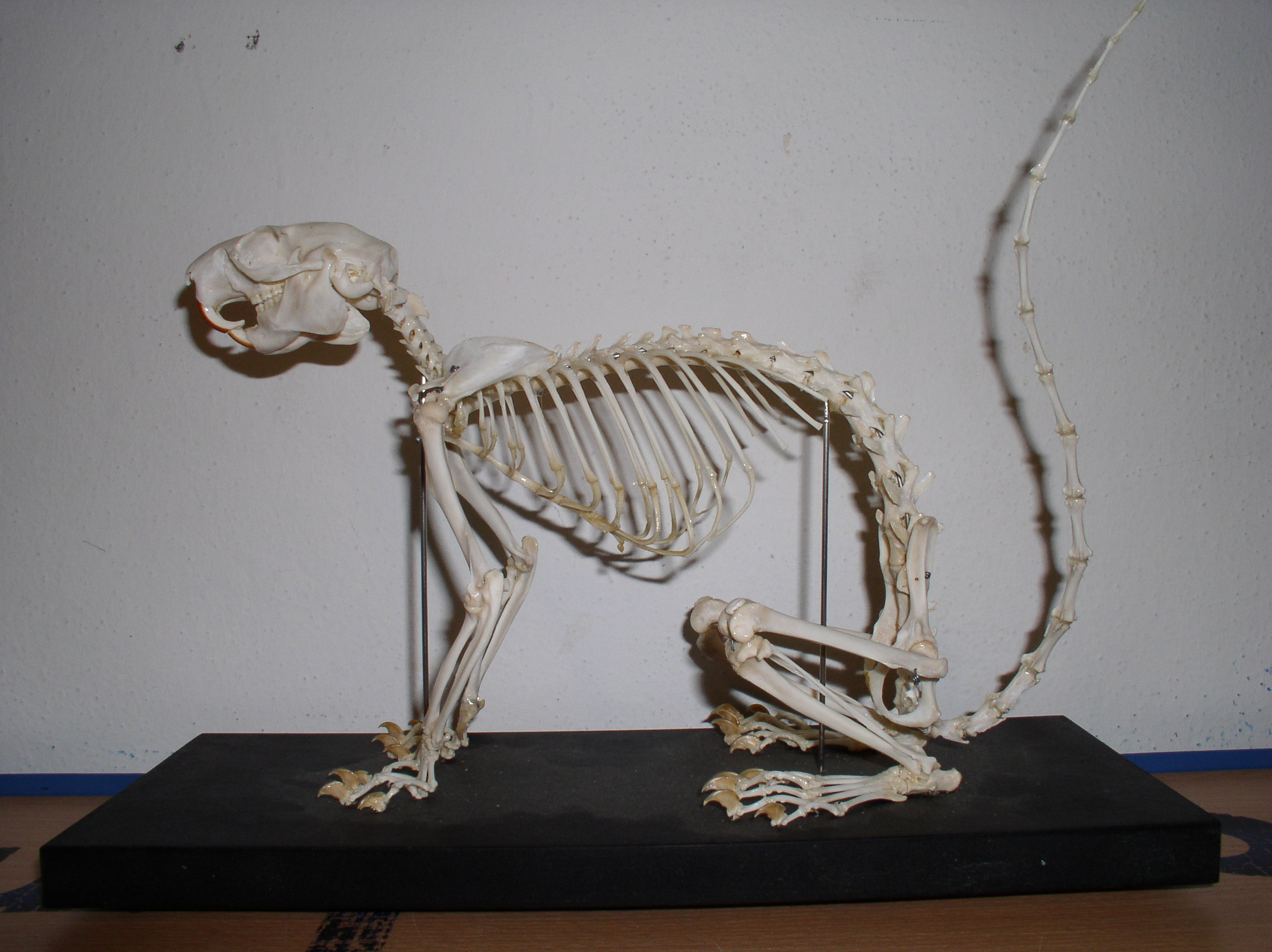
Orden Rodentia
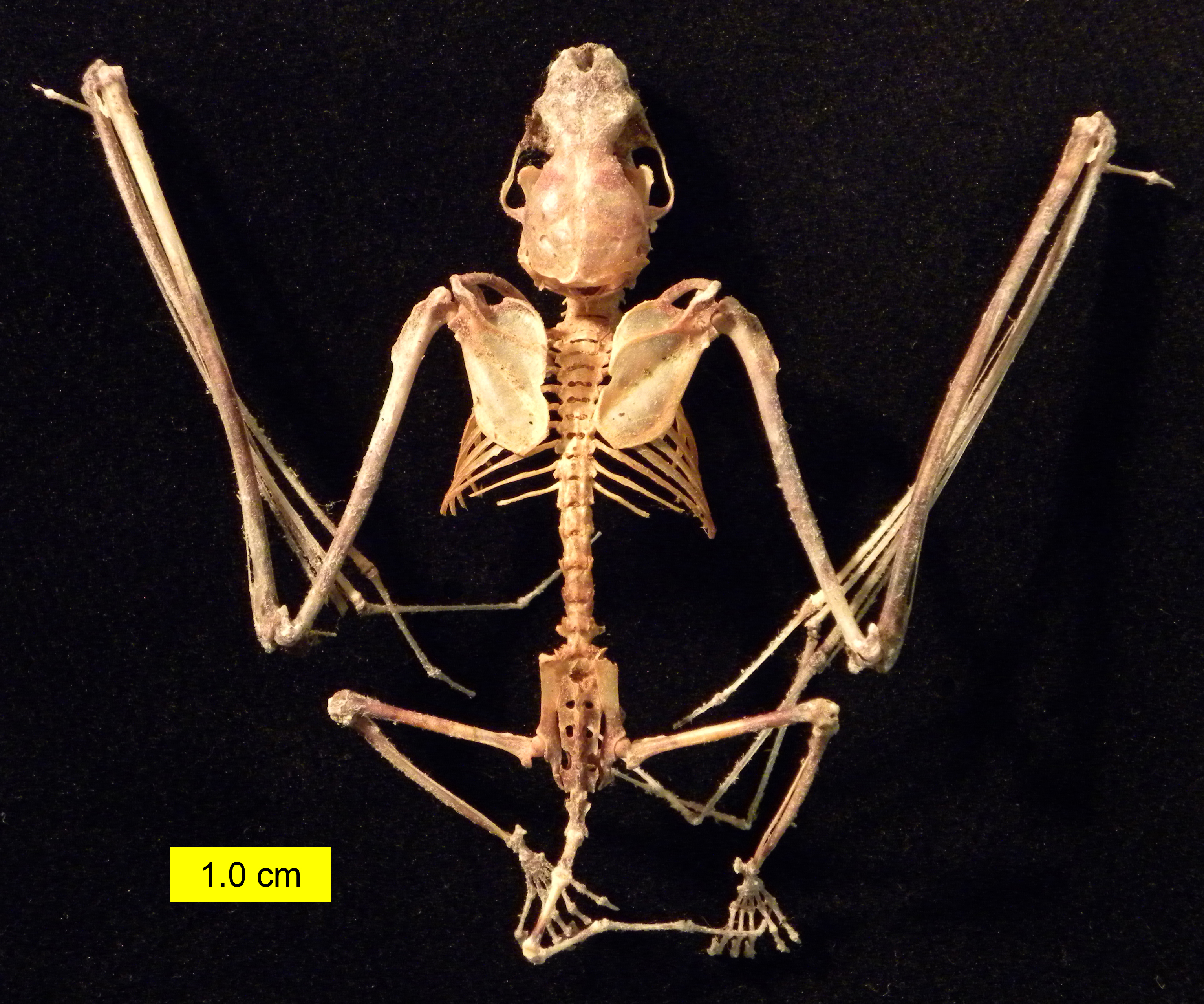
Orden Chiroptera
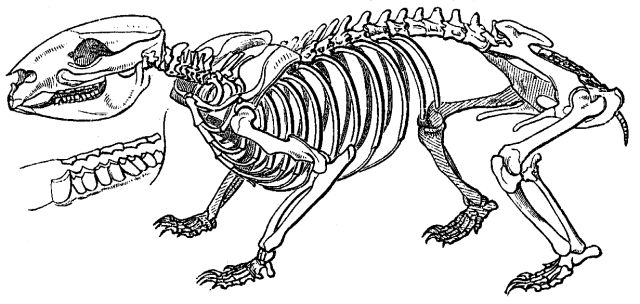
Orden Diprotodontia
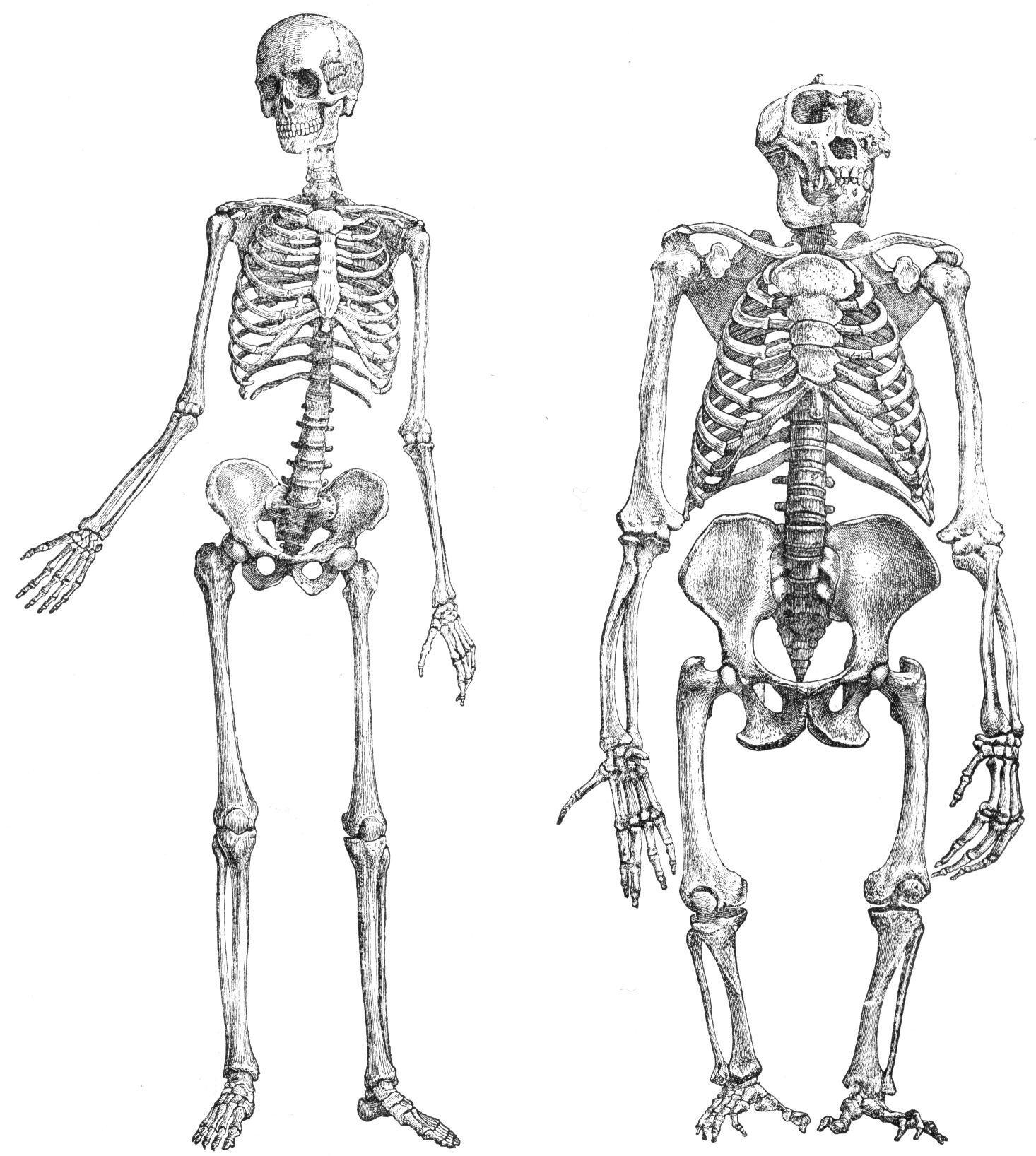
Orden Primates
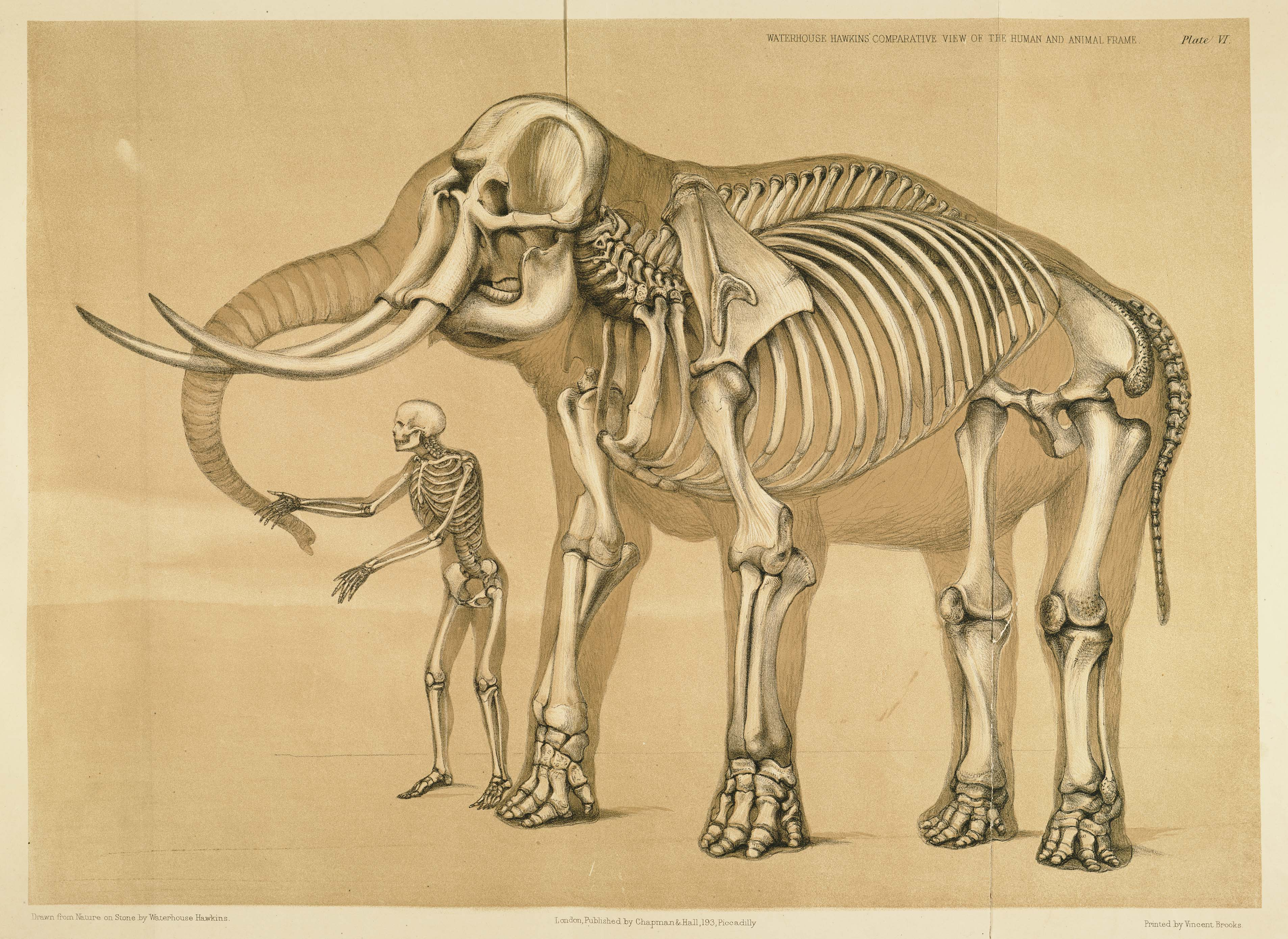
Orden Proboscidea

## Sistemas neuromusculares

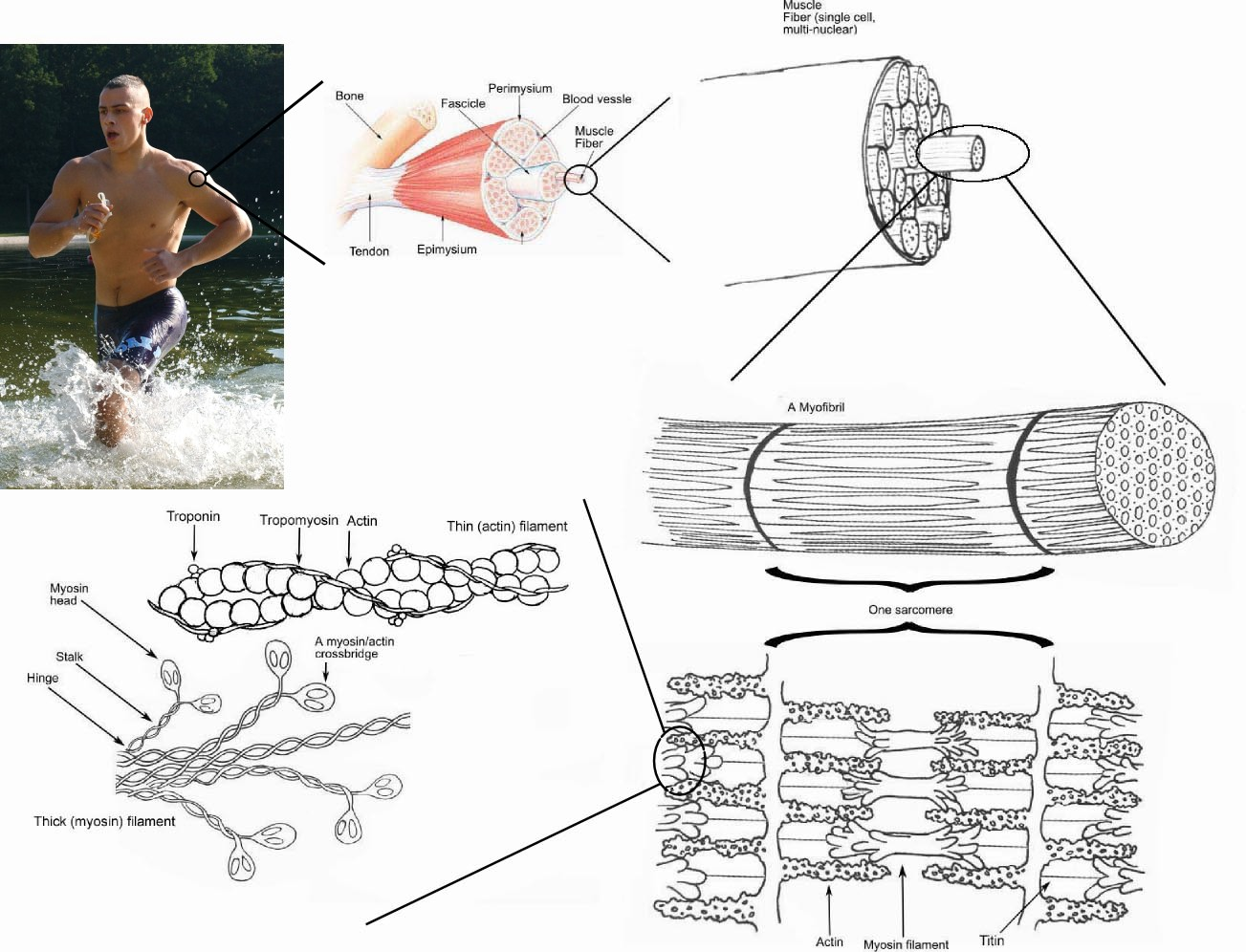
Esquema de sistema muscular.

La masa muscular de los mamíferos se organiza en grupos o sistemas neuromusculares que ejercen una función sinérgica o complementaria, y están inervados e irrigados por los mismos haces nerviosos y vasos sanguíneos. 
Éstos se unen principalmente a huesos mediante tendones y aponeurosis, aunque también lo hacen a cartílagos, vísceras, piel u otros músculos. 
La principal función de los músculos es la relacionada con el movimiento del organismo y en función de éste adquieren mayor o menor desarrollo a la par que formas y estructuras en las distintas especies. 
El sistema muscular no presenta rasgos diferenciadores significativos entre clases, ni entre especies de esta por lo que detenernos en ellos escapa a los objetivos principales que nos ocupan.

## Adaptación del aparato locomotor

### Adaptaciones para el vuelo y el planeo

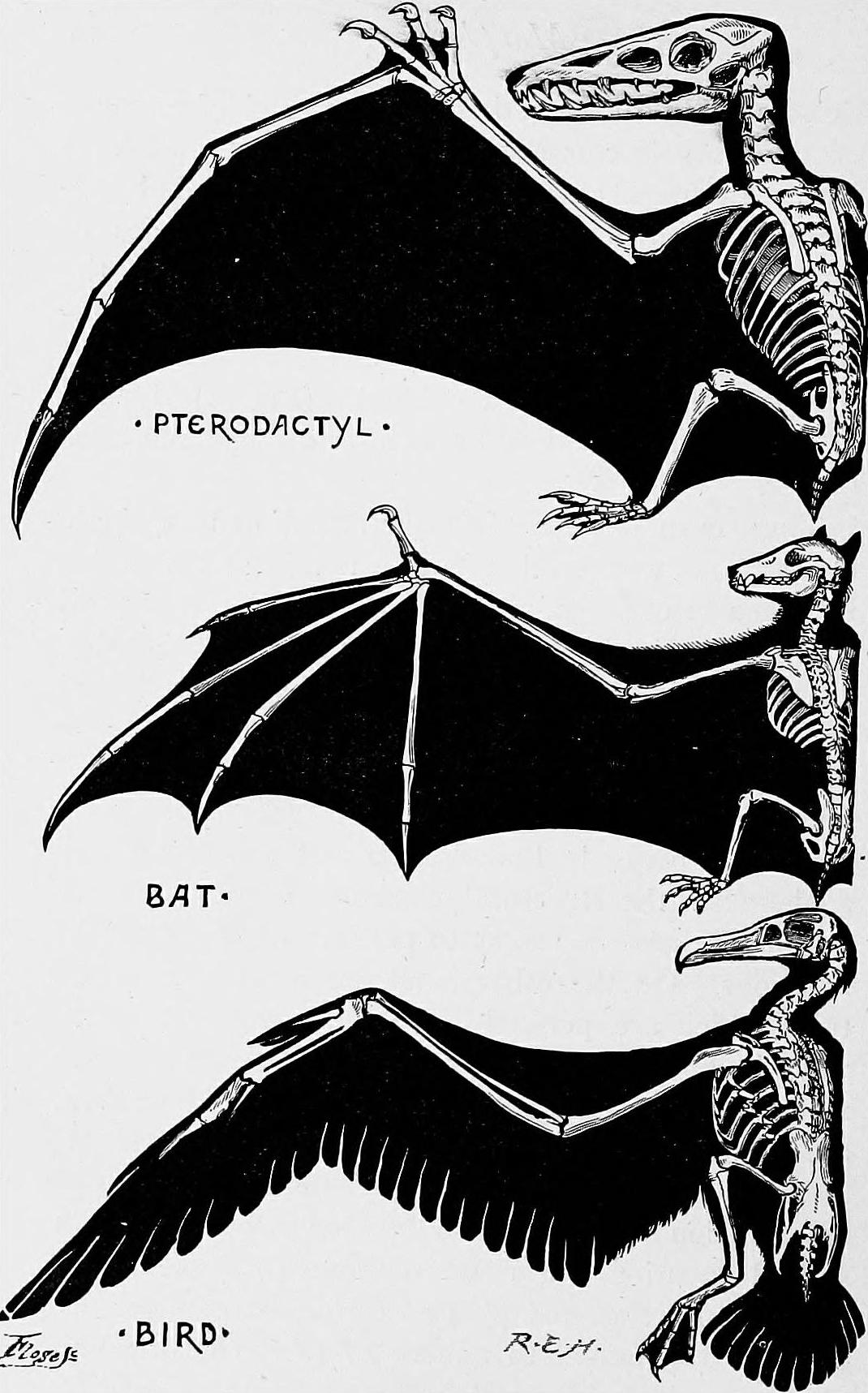
Las alas de un pterosaurio, un zorro volador y un ave.

Las diferencias anatómicas de los quirópteros con la generalidad de los mamíferos son más que notables, tratándose de las únicas especies de la clase que presentan alas que les permiten el vuelo activo. Estas son formaciones membranosas constituidas por piel, delgados músculos y tejido conectivo laxo conocidas como patagio. 
La extremada delgadez de los huesos de los murciélagos tiene como fin disminuir la masa corporal para que el vuelo sea menos costoso, pero da como resultado que no puedan alcanzar en ningún caso la envergadura de aves de mediano y gran tamaño. Para conseguir más maniobrabilidad en el vuelo, la articulación del hombro es libre, y son músculos los que unen el húmero a la escápula permitiéndoles rotar el brazo alrededor del hombro en la mayor parte de las especies.
Otros mamíferos como petauros, colugos o ardillas voladoras, no son capaces de volar activamente, pero han desarrollado pliegues de piel entre sus extremidades, que una vez extendidos les permiten planear, a veces, considerables distancias. Sin embargo, siempre necesitan de un punto en las alturas desde el que lanzarse en el planeo, y su capacidad de maniobrabilidad no es comparable en ningún caso a la de los quirópteros.

### Adaptaciones para la vida acuática
La adaptación a la vida acuática también ha supuesto que la morfología de las especies anfibias y acuáticas haya tenido que vencer los obstáculos que les suponía el medio conquistado, aprovechando a la vez las ventajas ofrecidas. 
El agua, especialmente la salada, tiene una densidad hasta 800 veces superior a la del aire, por lo que la estructura ósea de los animales marinos no necesita soportar el peso que soporta el esqueleto de los animales terrestres. Como contrapartida, vencer la fuerza de rozamiento que ejerce el medio durante el movimiento de los animales, requiere más energía que hacerlo en el aire o sobre la superficie de la tierra, de modo que es preciso que sus cuerpos sean hidrodinámicos.

### Adaptaciones para la vida bajo tierra
Tanto los animales subterráneos que pasan la mayor parte de su vida bajo la superficie de la tierra, como aquellos que solo emplean el subsuelo para protegerse, necesitan estar pertrechados de instrumentos para escarbar la tierra, y en efecto, las especies que no están dotadas de grandes incisivos, lo están de poderosas uñas en sus manos y con unos u otras, los animales son capaces de apartar la tierra que obstaculiza su paso. 
Normalmente, todas estas especies son de pequeño tamaño, algo que resulta muy conveniente si se tiene en cuenta que cuanto mayor volumen tenga que atravesar el túnel, mayor será el trabajo necesario para desplazar la tierra. 
Por otra parte, la piel de estos animales suele ser holgada y el pelo corto y erizado, dispuesto en cualquier dirección, todo en función de facilitar el tránsito por las galerías y los giros dentro de ellas. 
El tupido y largo pelo de la rata-topo plateada (Heleophobius argenteocinereus) y la total alopecia de la rata-topo desnuda (Heterocephalus glaber) son las excepciones a esta regla. 
Otras características físicas comunes a la mayor parte de las especies subterráneas o cavadoras son: 
- Los pabellones auriculares son reducidos o están ausentes.
- La cola suele ser corta.
- Las vibrisas son cortas y escasas.

Sin embargo, ninguna de estas características es común a todas las especies, por lo que se piensa que más que ser adaptaciones para la vida subterránea, sean el resultado de la atrofia inducida por un escaso interés de los citados elementos anatómicos.